# 星野架名
星野 架名（ほしの かな、1963年10月12日 - 2021年4月28日）は日本の漫画家。兵庫県神戸市出身。

## 略歴
1981年、『東京は夜の7時』で白泉社の第6回アテナ大賞第3席を受賞。この作品が1982年「花とゆめ」（白泉社）2月増刊号に掲載され、デビューする。以後、白泉社の漫画雑誌で短編・中編作品を発表する。星野作品は、登場人物・舞台などの固有名詞のルビをカタカナで表記する特徴があり、それが当初より採用されている。
1983年、「別冊花とゆめ」夏の号で『妙子跳ねる』を発表。以後、1990年までの8年間にわたり、ヒロイン・本橋妙子（モトハシ タエコ）が登場する作品を11回掲載した。この作品群は『妙子シリーズ』、または『妙子と青シリーズ』と呼ばれる。星野の作品は明確な連載期間を持たず、数年間の期間中に同一人物による一話完結～短期集中連載が散発的に発表されることが多い。『妙子シリーズ』は最初のシリーズとして先鞭をつけた作品群となる。
同年、「花とゆめ」11月増刊号に『緑野原学園シリーズ』第1作『真昼の夢見たち』を発表。以後、期間・本数ともに最多を誇る星野の代表作に成長する。第8作の『弘樹～春咲迷路』は初めて一話完結を破り、全4話の中編作品となった。1990年には『弘樹～春咲迷路』を原作として垣野内成美が監督したOVA『緑野原迷宮』が製作された。
1988年より開始された『赤い角の童留シリーズ』第3作『青印流紋』より、画風を大幅に変える。特に顕著なのが眼の描き方で、宇宙空間やパラレルワールドに縁のない『童留シリーズ』に合わせた意図的な変化であった。しかし変化は星野の作品全体に波及し、継続して発表していた『緑野原シリーズ』も影響を受けている。また、妖精や魔法使い、スペースオペラなど西洋風のファンタジーを下敷きにしていた1980年代とは打って変わり、柳田國男の「遠野物語」や宮沢賢治の「風の又三郎」などに見られる日本風の幻想物語の影響を強く受けるようになってきた。
1991年より開始された『ビリー・エメラードシリーズ』以後、登場人物がSF要素の強い超常世界に行ったり、超能力を持ち合わせた人物が現実世界に紛れ込んだりする内容が激減する。1994年より始まった『妖の教室シリーズ』は完全なホラー漫画作品となり、1993年に書き下ろした短編『Kの告白』ではサスペンスに挑む。これらの作品群以後は『緑野原学園シリーズ』を除くとSF作品がほとんど見られなくなり、ホラー・サスペンス中心となる。
1995年、阪神・淡路大震災に遭うが、負傷することなく作品発表を続ける。しかし1997年末に『迷宮レベル99』を発表したのを最後に筆が止まった。
2003年、5年ぶりの短編『私がやって来る』が別冊花とゆめ5月号に掲載され、復活を遂げた。この年には『緑野原学園シリーズ』の自選集『緑野原幻想』が発刊、書き下ろしの『吉川笛子の緑野原幻想』も収録された。以後、白泉社の雑誌に短編を発表した。
2005年に短編集『カンパネルラはふりむかない』が出版。生前最後の本となった。
同年『上弦の都市 』を別冊花とゆめ 5月号に掲載、生前最後の発表作品となった。
2019年に白泉社レジェンドとして一部書籍が電子化。
2022年現在閲覧可能な本は『緑野原少年』『緑野原幻想』『妖の教室』『Kの告白』『世紀末堕天使を探して』『カンパネルラはふりむかない』、そして2022年1月に死後初に復刻された電子書籍となる『上弦の都市 』の7作品。
2019年DMMSスクラッチに緑野原学園シリーズのイラストを寄稿。
2021年4月28日、病気の為死去、享年57。同年5月18日、訃報が白泉社の公式サイトにて発表された。

## 作品
1980年代の作品はSFやファンタジーの要素が強く、平凡な少年少女が不思議な現象に巻き込まれたり、時空間の異なる世界に呼び込まれたり、突然に超能力を手に入れたりしながらも、最終的に現実世界や平凡な生活に帰ってくることをコンセプトにしている。平凡な生活を象徴してか、発表当時の流行歌や人気映画・アニメ・アクセサリが作品中に描写されている。長期シリーズである『緑野原学園シリーズ』では変容が顕著に現れ、2004年の書き下ろし作品では、ヒロインの制服のスカート丈が連載当初とは大きく異なっている。1980年代は眼鏡を常用していた霧子オルローワが1990年代からコンタクトレンズを併用し始め、2004年の書き下ろしでコンタクトを常用するようになっている。1990年代になると、当初より影響下にあったハリウッド映画の変化に合わせ、ファンタジー色が薄れ、サスペンスに傾いてくる。

### 妙子と青シリーズ
平凡な高校生・本橋妙子（モトハシ タエコ）に降りかかる不思議現象を主軸にしたシリーズとして始まったが、第3作『プレーンブルーの国』で、子供だけの世界「亜夢宇（アムウ）」からはじき出された謎の少年・青（アオ）が登場すると、妙子と青の交流を元に、異世界との交流物語に変化する。初期作品としては『緑野原学園シリーズ』と双璧をなす作品として位置づけられ、2回にわたって緑野原学園世界を二人が訪ねる短編が発表された。青の秘密が明かされる唯一の中編『チャイルド』をもってシリーズは完結した。
- 妙子跳ねる！（1983年）
- ノユ・ファンタズム（1984年）
- プレーンブルーの国（1984年）
- 夢見たちのハーモニー（1985年）…緑野原学園シリーズとの交流作品
- ハートフル・ハウス（1985年）
- 10月と魔女（1985年）
- 夢訪問交差点（1988年）…緑野原学園シリーズとの交流作品
- チャイルド（1989-1990年、全4話）

### 緑野原学園シリーズ
星野の代表作品である。緑野原（リョクノハラ）学園高校に通う快活な元不良少年・今西弘樹（イマニシ ヒロキ）と正体不明の美少年・時野彼方（トキノ カナタ）の友情を主軸にした作品で、場合によっては「弘樹と彼方の物語」とも呼ばれる。サブキャラクタの吉川笛子（ヨシカワ フエコ)・高橋秀一（タカハシ シュウイチ）・霧子オルローワ（キリコ オルローワ）・飯島正義（イイジマ マサヨシ）は第5作『ワンダー・フェイセス』までに出揃い、緑野原学園と彼方を中心に起こる超常現象に深く関わっていく。第8作『弘樹～春咲迷路』は星野作品初の連載中編。『彼方～まほろばフェスタ』で彼方が現世の地球人ではないことが明かされる。『ルナティック・シネマ』は六人組の自主制作映画「故郷リュウラ」の制作にまつわる不思議現象と、劇中劇「故郷リュウラ」の物語からなる。最長の連載となった『ヒューマン・ノーアの声』は、従来の作品とは一線を画すシリアスかつ壮大な作品で、読者の反響も最も大きかった。以後、星野作品の脱SF路線・内向化の影響は受けながらも、シリーズの発表は続いていた。『青い銀河の夜明け』で、「卒業式当日に起こった事件により、行方不明になった地球への帰還を目指しながら、校舎に乗って宇宙空間を旅する六人組」という急展開を迎えた。しかし次に発表された『迷宮レベル99』は時系列が卒業前のエピソードとなっているため、卒業式以降の内容についての新展開は進んでいないまま長期休載期間を迎えていた。
2021年4月28日　著者の死をもって未完となる。
- 真昼の夢見たち（1983年）
- ラピュータス流星群（1984年）
- オリジナル・アワー(1984年)
- レ・コスモナイト（1985年）
- ワンダー・フェイセス（1985年）
- Psiクロン・シンドローム（1986年）
- 影の王国で（1986年）
- 弘樹～春咲迷路（1986年、全4話）…唯一のアニメ化作品
- 彼方～まほろばフェスタ（1986年、全6話）
- 学園音楽（1987年）…以後、年1回のペースで『学園音楽4』まで発表
- 時のモチーフ（1987年）
- ルナティック・シネマ（1987年、全6話）…前半4話と後半の「故郷リュウラ」前後編で独立した5作品と数える場合もある。
- ヒューマン・ノーアの声（1988年、全10話）
- ラミアー（1989年）
- ウィンター・ロケット（1990年）
- 黄金の校舎を後にして（1991年、全3話）
- シンクロニシティ・フェア（1991年）
- プラネット彼方（1992年）
- 青い銀河の夜明け（1992年）
- 迷宮レベル99（1997年）
- 吉川笛子の緑野原幻想（2003年）…文庫化に際して書き下ろした独自の作品。
- 星野架名の緑野原幻想（2004年）…二冊目の文庫化に際して書き下ろした独自の作品。

### 童留シリーズ
わずか4本5作の短いシリーズだが、星野作品の方向性を大きく転換させた過渡期の重要な作品である。生い立ちの記憶を持たず、普通の人には見えない「赤い角」の謎を解くために全国を放浪する少年「童留」と、赤い角を巡って襲い来る悪神との戦いを描いている。『青印流紋』からは画風を一挙に転換させた。唯一の連作となった『悪神飛雷戦』をもってシリーズは終わっているが、赤い角の謎は解明されていない。
- 赤い角の童留（1988年）
- 童留とリュエの町（1989年）
- 青印流紋（1990年）
- 悪神飛雷戦（1990年、全2話）

### ビリー・エメラードシリーズ
ハリウッドスターのビリーを中心としたシリーズ。役作りのためならどんな危険も体験する役者バカのビリーが、ささいな超常現象に巻き込まれる。従来の超常現象メインの展開から離れ、超常現象は展開の添え物として扱われている。謎の死を遂げた女優レイラ・ムーンの死を検証した映画に挑戦した『レイラ』のように、サスペンスの要素が強く現れ始めた作品群である。
- メイビー（1991年）
- アイム アライブ（1992年）
- Real Sky（1992年）
- ビリー・ジーン（1992年）
- レイラ（1992年）
- ドリーマーズ・ゲーム（1993年）
- グランド・メモリー（1993年）
- ビリー・エメラード（1993年）

### 教室シリーズ
短編『逢魔ヶ刻の空の色』に登場した寺山芽森（テラヤマ メモリ）と七山神彼（ナナミヤ シンカ）を中心に、兵庫県立七角学園中等部で発生する超常現象を収めている。従来の作品に見られた憧れの異世界とは正反対に、禍々しい異世界との邂逅を描いたホラーストーリーとなっている。
- 水の教室（1994年）
- 妖の教室（1995年）
- 天の教室（1995年）
- さまよう教室（1995年）
- 電影教室（1995年）
- 桜の教室（1996年）
- 永遠の教室（1996年）

### その他・単発の短編など
- 東京は夜の7時（1982年）
- 地下鉄のユユ（1982年）
- 思い出空間（1982年）
- 心に卵（1983年）…主役の笛子と霧子は後の『緑野原シリーズ』の前身キャラにあたる。
- レムの魔法使い（1984年）
- 銀河系のハロー（1985年）
- 地平線モア (1985年)
- ささやいた夏（1986年）
- ふりかえらない国（1987年）
- ツイン(1987年)
- 1月の輪舞（1989年）…主役の二人は『童留とリュエの町』にも登場。
- レグナ・ノユ（1989年）
- 迎えの日（1989年）
- フィーメラ20世紀（1989年）
- フィーメラ21世紀（1989年～1990年）
- 夏来る幽霊（1990年）
- ティアーン・ノユ（1991年）
- 春風祭の夜（1992年）
- ひぐらし横町（1992年）
- Kの告白（1993年）
- 逢魔ヶ刻の空の色（1993年）…「妖の教室」シリーズの原点とされる。
- 秘密遊戯（1993年）
- 夜明けに見た迷路 (1993年)
- 石の子供たち 光の子供たち（1994年）
- 世紀末堕天使を探して（1994年）
- 留樹と夕子（1995年）
- 銀曜日が来る（1996年）
- 歌う獣（1997年）
- 街の見る夢（1997年）
- 私がやって来る (2003年)
- カンパネルラはふりむかない (2004年)
- 月色実験室 (2004年)
- 上弦の都市 (2005年)

## その他
2023年12月20日　遺族から提供された未完結の遺稿「2度寝の唯子」、コミックス未収録となっていた「迷宮レベル99」「学園音楽4」も含めた「永遠の緑野原」が白泉社より発売。同日に既刊ではあるが長らく紙の書籍では絶版となっていた白泉社コミックス全般が各電子書籍より配信開始となった。2024年2月22日には「永遠の緑野原」が各電子書籍より配信開始。電子版には「ラミアー」、「吉川笛子の緑野原幻想」、「星野架名の緑野原幻想」が収録された。
2024年2月10日から20日まで東京・スパンアートギャラリーで原画展が開催された。直筆のカラー原画41点、モノクロのマンガ原稿32点が展示され、複製原画及びオリジナルグッズも販売された。同年11月23日から28日には、出身地である兵庫県神戸市でも開催された。